# 上久保慶子
上久保 慶子（かみくぼ けいこ）は、日本の女優、モデル、歌手。10月9日生まれ。
東京都新宿区出身

## 来歴
ミュージシャン経験を経てアップスアカデミー卒業後、着物芝居・アングラ芝居・人情芝居・朗読等舞台中心に活動。

## 出演

### 舞台
- RAISON D'ETRE（2008年）
- キルヒト(2009年)
- RAISON D'ETRE2〜化天（2010年）
- 美しい世界（2012年）
- 恋せよ乙女～花の浅草人情噺～（2013年）演出：安井ひろみ
- 緋色のくちづけ（2014年）演出：安井ひろみ
- 若山富三郎物語～新銀幕愚連隊（2015年）主演:山騎一郎
- マクベス～夢のつづき2～（2015年）作:森治美 演出：安井ひろみ
- メンマ（2015年）作/演出：古屋治男
- 番外編～ダンスレボリューション～ソノトキノワタシ（2015年） 作/演出:是枝正彦
- 楽屋物語１・２（2016年）作/演出：古屋治男
- OH！MY GOD！2016（2016年）作/演出：是枝正彦作
- 夢に向かって（2016年）
- 病は気から（2016年）
- みんなdeらくご（2017年）演出：柳家東三楼
- 12人の粋な江戸っ子（2017年）演出：柳家東三楼
- 愚か者たちのレクイエム（2017年）
- 坂半ば～新宿抜弁天界隈（2017年）作/演出：古屋治男
- プロヴァンスの庭で（2018年）作/演出：山崎哲
- OH！MY GOD！2018（2018年）作/演出：是枝正彦作
- 火の無いところに（2018年）
- 見えない人たち（2019年）
- 分署物語１・２（2019年）作/演出：古屋治男
- 番外編～ダンスレボリューション～ソノトキノワタシ（2019年） 作/演出:是枝正彦
- 蛇姫様～わが心の奈蛇～（2019年）作：唐十郎　演出：金守珍
- 小鳥の水浴（2019年）脚色/演出：大鶴義丹

### 映像
- 「おわりはじまり」監督：一ノ瀬昌
- 「おそろい」監督：一ノ瀬晶
- YouTubeドラマミリオンだろうベイベー第4話「昭和歌謡の女＊霜月茜」
- 「はじめての悪魔祓い」監督：中村公彦（2014年）[2]
- 「林檎」(監督:簗田智哉)
- 「shinjuku,songes,mensonges」監督：簗田智哉
- 「二人の女勝負師」監督：池田真也
- フジテレビ「ペケポン川柳」再現VTR
- 「CLOUD NINE」musicPV
- ゴルフメーカーLEIOS（レイオス）CM
- 「ぴっぱらん!!」監督：崔哲浩監督[3]

### 音楽ライブ
- R＆B女性ボーカルイベント　横浜ベイホール2年連続出演
- 慶子の夢は夜開く（2016年）
- 慶子の人間の証明（2019年）

### モデル
- 東芝EMIイベント「ビートルズ1」MC・日韓交流会EXPO2000サムスンブース日本人モデル

- ハクビ京都着物学院「浴衣・着物コンテスト」特別賞受賞

- ハクビ京都着物学院ポスターモデル
- 椿山荘ウェデイングモデルショー
- メンズ服「EROS　HEART」
- 美容室「BUZZ」リーフ&スチール